# Energia de Gibbs
L'energia de Gibbs, també anomenada energia lliure de Gibbs i funció de Gibbs, és una funció d'estat, simbolitzada per {\displaystyle G}, que dona la condició d'equilibri i d'espontaneïtat per una reacció química i que està definida per la combinació de funcions d'estat:
{\displaystyle G\equiv U+P\cdot V-T\cdot S=H-T\cdot S}on:
- {\displaystyle U} és l'energia interna d'un sistema, mesurada en joules, J.
- {\displaystyle P} és la pressió que exerceix sistema, mesurada en pascals, Pa.
- {\displaystyle V} és el volum que ocupa sistema, mesurat en metres cúbics, m³.
- {\displaystyle T} és la temperatura que té el sistema mesurada en kèlvins, K
- {\displaystyle S} és l'entropia del sistema mesurada en J/K
- {\displaystyle H} és l'entalpia del sistema mesurada en joules, J.[2]

Fou proposta a finals del segle xix pel físic i matemàtic estatunidenc J. Willard Gibbs. És una propietat extensiva, és a dir depèn de la quantitat de matèria, i la seva variació {\displaystyle \Delta G} representa el màxim treball químic útil sota temperatura constant i pressió constant (a part del treball realitzat contra l'atmosfera o treball d'expansió), per tant està relacionada amb la formació d'enllaços químics i amb la creació de partícules.

## Història

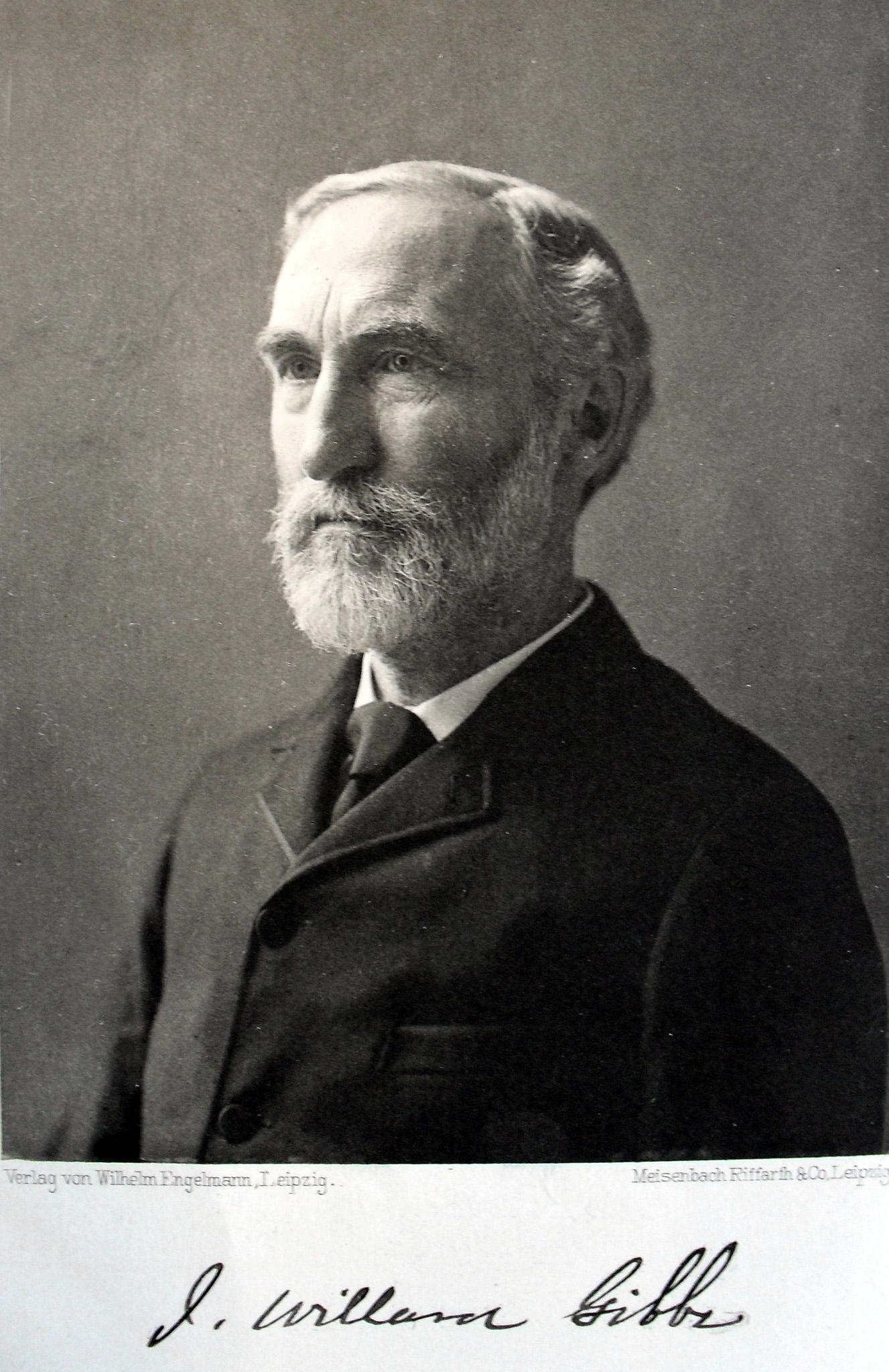
Josiah Willard Gibbs

El físic i matemàtic estatunidenc Josiah Willard Gibbs (1839–1903) publicà l'article On the Equilibrium of Heterogeneous Substances (Sobre l'equilibri de les substàncies heterogènies), en una revista científica poc coneguda,Transactions of the Connecticut Academy of Arts and Sciences, en diverses parts, durant els anys 1875 a 1878. Aquest significatiu treball, de més de tres-centes pàgines, restà desconegut pels científics europeus fins que fou traduït a l'alemany per Wilhelm Ostwald el 1891 i al francès per Henry Louis Le Châtelier el 1899.
Aquesta obra de Gibbs marcà el principi de la termodinàmica química mitjançant la integració dels fenòmens químics, físics, elèctrics i electromagnètics en un sistema coherent. Introduí conceptes com el de potencial químic, la regla de les fases i altres, que formen la base de la química física moderna.

## Concepte
La primera llei de la termodinàmica estableix que la variació de l'energia interna {\displaystyle \Delta U} d'un procés és igual a la calor {\displaystyle q} més el treball {\displaystyle w}. Aquest treball total pot posar-se com a suma del treball d'expansió {\textstyle w_{e}=p\Delta V} més el treball útil {\displaystyle w_{u}}:
{\displaystyle \Delta U=q+w=q+w_{e}+w_{u}=q-p\Delta V+w_{u}}
Si el procés és reversible la calor es pot posar en funció de l'entropia {\displaystyle S} a partir de la definició d'aquesta {\textstyle \Delta S=q/T}:
{\displaystyle \Delta U=T\Delta S-p\Delta V+w_{u}}Aïllant el treball útil:
{\displaystyle w_{u}=\Delta U-T\Delta S+p\Delta V}
La definició d'entalpia és {\textstyle H=U+pV}, de manera que l'expressió anterior es pot escriure en funció de la variació d'entalpia en un procés a pressió constant:
{\displaystyle w_{u}=\Delta H-T\Delta S=\Delta G}
on {\displaystyle \Delta G} és la variació d'energia de Gibbs a temperatura i pressió constant en un procés reversible.
L'energia de Gibbs, per tant, és una funció termodinàmica que la seva variació representa el valor del treball útil que es pot aconseguir en una reacció química, com ara el treball electroquímic. Malauradament hom parla d'energia de Gibbs no és pròpiament una energia. La seva variació s'obté a partir de dues quantitats que tenen dimensions d'energia, però no ho són, l'entalpia {\displaystyle H} i el terme {\displaystyle TS}, producte de la temperatura per l'entropia.

## Variació de l'energia de Gibbs
Per a un sistema tancat (això és un sistema termodinàmic que no pot intercanviar matèria amb l'exterior, però sí energia) de composició constant la variació d'energia de Gibbs amb la temperatura i la pressió es pot expressar amb l'equació:
{\displaystyle dG=\left[{\frac {\partial G}{\partial T}}\right]_{P}dT+\left[{\frac {\partial G}{\partial P}}\right]_{T}dP=-SdT+VdP}
Aquestes relacions indiquen que l'energia de Gibbs disminueix en augmentar la temperatura, a {\displaystyle P} constant, i augmenta en augmentar la pressió a {\displaystyle T} constant.
Si hom torna derivar cadascuna de les derivades parcials de l'anterior fórmula s'obtenen les relacions:
{\displaystyle \left[{\frac {\partial ^{2}G}{\partial T^{2}}}\right]_{P}=-\left[{\frac {\partial S}{\partial T}}\right]_{P}=-{\frac {C_{P}}{T}}}{\displaystyle {\frac {\partial ^{2}G}{\partial P\partial T}}=\left[{\frac {\partial V}{\partial T}}\right]_{P}=V\cdot \alpha }{\displaystyle \left[{\frac {\partial ^{2}G}{\partial P^{2}}}\right]_{T}=-\left[{\frac {\partial V}{\partial P}}\right]_{T}=-V\cdot \kappa _{T}}
| Compost                        | {\displaystyle \Delta _{f}G^{\circ }\,(kJ/mol)} |
| ------------------------------ | ----------------------------------------------- |
| {\displaystyle {\ce {CO}}}     | –137,17                                         |
| {\displaystyle {\ce {CO2}}}    | –394,36                                         |
| {\displaystyle {\ce {CaO}}}    | –604,0                                          |
| {\displaystyle {\ce {Fe2O3}}}  | –742,2                                          |
| {\displaystyle {\ce {H2O(l)}}} | –237,13                                         |
| {\displaystyle {\ce {H2O(g)}}} | –228,57                                         |
| {\displaystyle {\ce {NH3}}}    | –16,45                                          |
| {\displaystyle {\ce {N2O}}}    | +104,20                                         |
| {\displaystyle {\ce {O3}}}     | +163,13                                         |

on:
- {\displaystyle C_{P}} és la capacitat calorífica a pressió constant.
- {\displaystyle \alpha } és el coeficient de dilatació tèrmica.
- {\displaystyle \kappa _{T}} és el coeficient de compressibilitat isoterm.

Aquestes tres magnituds són mesurables experimentalment i, en molts casos, són l'única informació disponible sobre el valor de l'energia de Gibbs. Tanmateix no és possible determinar experimentalment les energies de Gibbs en forma absoluta, per la qual cosa cal establir un conveni que possibiliti disposar de valors relatius. Per aquesta raó s'estableix el valor zero a l'energia de Gibbs estàndard de qualsevulla element químic en el seu estat d'agregació més estable, per la qual cosa, en aquestes condicions de pressió i temperatura, el valor de {\displaystyle _{f}G^{\circ }} d'un compost correspon a la variació de l'energia de Gibbs estàndard de la seva reacció de formació, a partir dels seus elements en el seu estat estàndard.

## Potencial químic
En els sistemes en els quals es pot produir una reacció química o un canvi de fase, la quantitat de cada substància present és una variable d'estat. En aquest cas l'energia de Gibbs pot variar amb la temperatura, la pressió i amb cadascuna de les quantitats de substància {\displaystyle n} dels components de la mescla. L'expressió per a una mescla de {\displaystyle c} components és:
{\displaystyle dG=\left[{\frac {\partial G}{\partial T}}\right]_{P,n_{i}}dT+\left[{\frac {\partial G}{\partial P}}\right]_{T,n_{i}}dP+\sum _{i=1}^{c}\left[{\frac {\partial G}{\partial n_{i}}}\right]_{T,P,n_{j\neq i}}dn_{i}=-SdT+VdP+\sum _{i=1}^{c}\mu _{i}dn_{i}}
on la derivada {\textstyle (\partial G/\partial n_{i})_{T,P,n_{j\neq i}}} és l'energia de Gibbs molar parcial {\displaystyle {\bar {G}}_{i}} del component {\displaystyle i}, habitualment denominada potencial químic del component {\displaystyle i}, que se simbolitza per {\displaystyle \mu _{i}}.

## Equilibri químic i energia de Gibbs

### Criteri d'espontaneïtat
Els canvis en l'energia de Gibbs són útils per determinar la direcció del canvi espontani i avaluar el màxim treball que es pot obtenir a partir de processos termodinàmics que impliquen reaccions químiques o d'un altre tipus. D'acord amb la segona llei de la termodinàmica, en un procés espontani la variació total de l'entropia, això és la variació d'entropia del sistema més la variació d'entropia de l'entorn, és major que zero:
{\displaystyle \Delta S_{total}=\Delta S_{sistema}+\Delta S_{entorn}>0}
Si el sistema està en equilibri tèrmic amb l'entorn, la temperatura de l'entorn serà la mateixa que la del sistema {\displaystyle T}, i l'increment d'entalpia de l'entorn {\displaystyle \Delta H_{entorn}} serà igual a la disminució d'entalpia del sistema {\textstyle \Delta H_{entorn}=-\Delta H_{sistema}}. Per tant, la variació d'entropia de l'entorn es pot escriure com:
{\displaystyle \Delta S_{entorn}={\frac {\Delta H_{entorn}}{T}}=-{\frac {\Delta H_{sistema}}{T}}}
I la variació d'entropia total queda:
{\displaystyle \Delta S_{total}=\Delta S_{sistema}-{\frac {\Delta H_{sistema}}{T}}}{\displaystyle T\Delta S_{total}=T\Delta S_{sistema}-\Delta H_{sistema}}
En un procés espontani és {\textstyle \Delta S_{total}>0}, per tant:
{\displaystyle T\Delta S_{sistema}-\Delta H_{sistema}>0}{\displaystyle -(\Delta H_{sistema}-T\Delta S_{sistema})>0}
Posant aquesta expressió en funció de l'energia de Gibbs:
{\displaystyle -\Delta G_{sistema}>0\quad \longrightarrow \quad \Delta G_{sistema}<0}
Sota temperatura i pressió constants, la transformació de l'estat es produirà espontàniament si la variació de l'energia de Gibbs és negatiu.
- Si {\displaystyle \Delta G<0}, el procés és espontani
- Si {\displaystyle \Delta G>0}, el procés no és espontani. Per tant, el procés invers serà espontani.
- Si {\displaystyle \Delta G=0}, es tracta d'un sistema en equilibri.

El terme d'entropia {\displaystyle T\cdot \Delta S} representa l'energia no disponible per a produir un treball, per tant la variació d'energia de Gibbs {\displaystyle \Delta G} equival a l'energia neta disponible per a produir un treball útil, no d'expansió. Per aquesta raó es qualifica d'«energia lliure», és a dir energia disponible.

### Equilibri i potencials químics
Sigui un sistema tancat a pressió i temperatura constants que té dues fases, α i β, i que un petit nombre de mols de la substància present canvia de la fase α a la β. Tendrem que {\displaystyle dG_{\alpha }=-\mu _{\alpha }dn} i {\displaystyle dG_{\beta }=\mu _{\beta }dn}. Per la condició d'equilibri serà:
{\displaystyle dG=dG_{\alpha }+dG_{\beta }=(\mu _{\beta }-\mu _{\alpha })dn\leq 0}
Si consideram {\displaystyle dn}, positiu en passar d'α a β, hi ha un transport de massa d'α a β i, per tant, ha de ser:
{\displaystyle \mu _{\alpha }>\mu _{\beta }}
Això significa que la substància tendeix a passar a la fase de menor potencial, en aquest cas la β. A partir d'aquesta consideració pot establir-se que «qualsevol espècie química tendeix a tenir el mínim potencial químic possible». En assolir l'equilibri {\displaystyle dG=0} i serà:
{\displaystyle \mu _{\alpha }=\mu _{\beta }}
És a dir, la condició d'equilibri químic es compleix quan els potencials químics (l'energia de Gibbs molar parcial) de cada espècie tenen el mateix valor en cada fase, de manera que la substància pugui passar d'una a l'altra lliurement.

### Energia de Gibbs i constant d'equilibri
La variació de l'energia de Gibbs d'una substància amb la temperatura i la pressió i és:
{\displaystyle dG=dH-T\cdot dS-S\cdot dT=-S\cdot dT+V\cdot dP}
A temperatura constant només queda el darrer terme, on el volum {\displaystyle V} es pot posar en funció de la pressió {\displaystyle P} emprant l'equació d'estat dels gasos ideals {\textstyle P\cdot V=n\cdot R\cdot T}:
{\displaystyle dG=V\cdot dP={\frac {n\cdot R\cdot T}{P}}dP}
Integrant per a {\displaystyle n=1\;mol} entre una pressió {\textstyle P^{\circ }} i una pressió {\textstyle P}:
{\displaystyle \int _{G^{\circ }}^{G}dG=\int _{P^{\circ }}^{P}RT{\frac {dP}{P}}\quad \longrightarrow \quad G-G^{\circ }=RT\ln \left({\frac {P}{P^{\circ }}}\right)}
D'on s'obté la relació:{\displaystyle G=G^{o}+RT\ln(P)}
on {\displaystyle G^{\circ }} és l'energia de Gibbs molar d'un gas a {\displaystyle P^{\circ }=100\,kPa} (condicions estàndard), {\displaystyle R} la constant dels gasos, {\displaystyle T} la temperatura i {\displaystyle P} la pressió.
Sigui una reacció química representada per la següent equació química:
{\displaystyle aA+bB\quad \longrightarrow \quad cC}
La variació de l'energia de Gibbs del procés, o energia de Gibbs de la reacció, es pot escriure com:
{\displaystyle \Delta _{r}G=\sum n_{productes}G_{productes}-\sum n_{reactius}G_{reactius}=cG_{C}-\left(aG_{A}+bG_{B}\right)}
I es pot posar en funció de les energies de Gibbs estàndard:
{\displaystyle \Delta _{r}G=c[(G_{C}^{\circ }+RT\ln(P_{C})]-a[(G_{A}^{\circ }+RT\ln(P_{A})]-b[(G_{B}^{\circ }+RT\ln(P_{B})]=}{\displaystyle =(cG_{C}^{\circ }-aG_{A}^{\circ }-bG_{B}^{\circ })+RT[c\ln(P_{C})-a\ln(P_{A})-b\ln(P_{B})]=}{\displaystyle =\Delta _{r}G^{\circ }+RT\ln \left({\frac {{P_{C}}^{c}}{{P_{A}}^{a}{P_{B}}^{b}}}\right)=\Delta _{r}G^{\circ }+RT\ln(Q)}On {\displaystyle Q} s'anomena quocient de reacció.
A l'equilibri el criteri d'espontaneïtat indica que {\displaystyle \Delta _{r}G^{\circ }=0} i el quocient de reacció és igual a la constant d'equilibri: {\displaystyle Q=K_{P}}. Per tant:
{\displaystyle 0=\Delta _{r}G^{\circ }+RT\ln(K_{P})}{\displaystyle \Delta _{r}G^{\circ }=-RT\ln(K_{P})}O bé:
{\displaystyle K_{P}=e^{\frac {-\Delta _{r}G^{\circ }}{RT}}}